# Fibre de bois

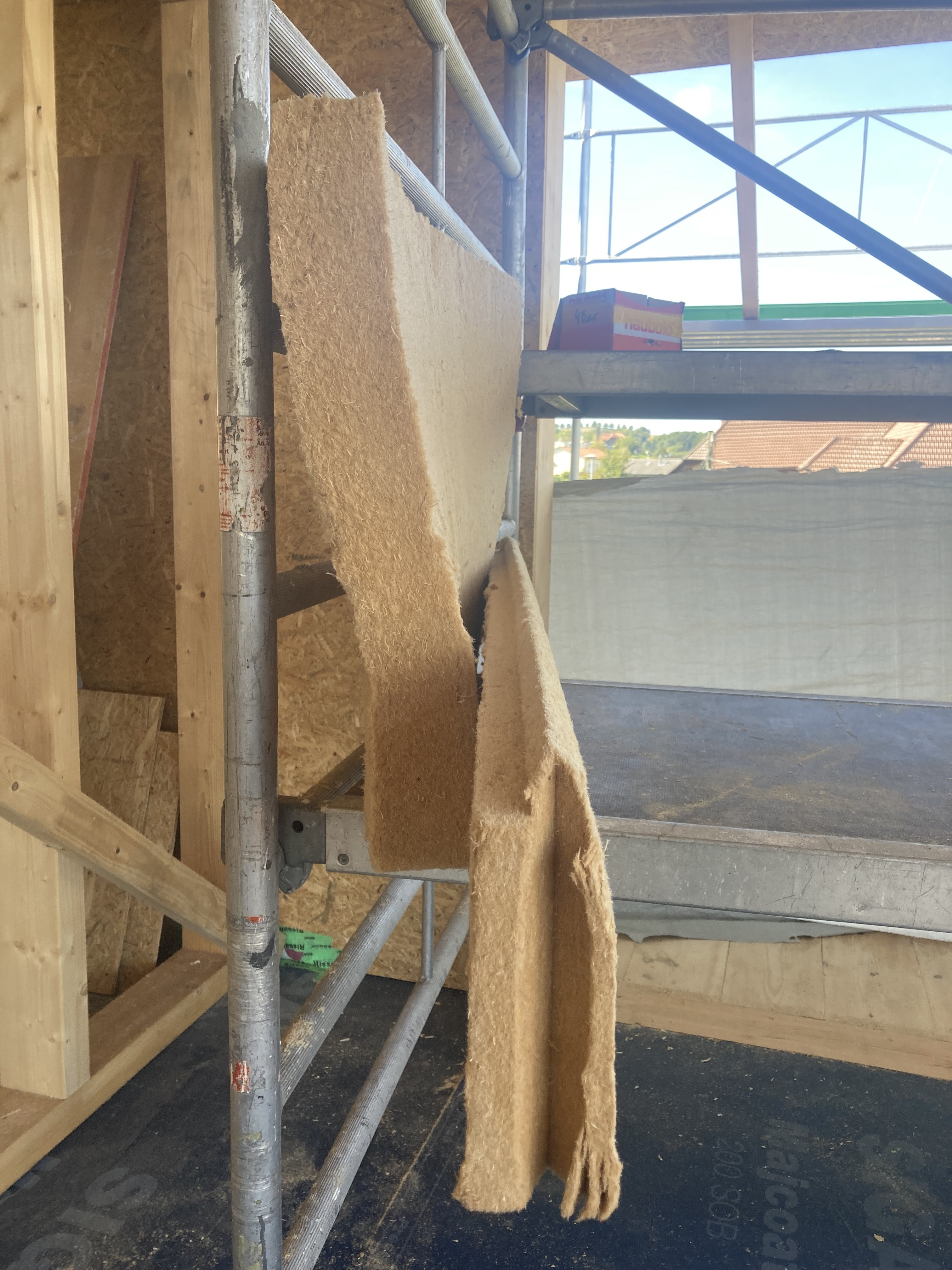
Chutes de panneaux de fibre de bois souples et rigides avec rainures et languettes.

La fibre de bois peut être utilisée en panneaux souple, rigides ou en vrac. C'est un isolant fabriqué à base de fibres de bois liées par une colle.
Le terme laine de bois est parfois utilisé mais désigne un matériau aux propriétés différentes, la paille ou bien frisure de bois (excelsior en anglais), et semble s'appliquer de plus en plus communément à la fibre de bois en panneaux (woodfiber boards en anglais).

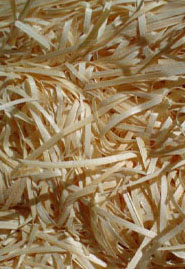
Laine de bois.

Les panneaux en fibre de bois présentent des qualités d'isolations acoustique et thermique intéressantes (conductivité thermique allant de 0,036 à 0,042 W/mK). Les panneaux en fibre de bois jouissent d'une réputation de produit écologique, bien que les analyses de leur cycle de vie ne soient pas si claires. Le secteur de l'isolation lui réserve depuis plusieurs années une place de plus en plus importante sur les chantiers que ce soit pour l'isolation intérieure ou l'isolation par l'extérieur.

## Historique
Au début des années 1980, l'ancienne association DOMUS Construction Vivante s'était donné pour mission de promouvoir des matériaux plus naturels dans le domaine de la construction. C'est au début de cette décennie que les premiers panneaux fibre de bois ont été importés d'Allemagne. Aujourd'hui, la fibre de bois est un matériau qui a beaucoup gagné en polyvalence et se trouve très facilement sur internet et dans les négoces spécialisés.

## Fabrication
La fibre de bois existe en vrac, mais c'est surtout sous forme de panneaux flexibles ou semi-rigides que ce matériau est utilisé. La fabrication des panneaux en fibre de bois est souvent vue comme s'intègrant dans une démarche de développement durable. Cependant, les analyses de cycle de vie montrent que l'empreinte des panneaux en fibre de bois est bien supérieure à celle d'isolants similaires, que ce soit la laine de verre, laine de roche ou laine de chanvre. En particulier, bien que les panneaux à la fibre de bois ne soient que légèrement plus impactant sur le réchauffement climatique, leur empreinte est bien supérieure en termes d'acidification des sols et acidification de l'eau, d'eutrophisation, utilisation totale d’énergie primaire non renouvelable et de pollution de l'eau.
Lors de la fabrication, le bois est déchiqueté, puis étuvé avec un apport de vapeur d'eau sous pression. Une fois étuvé, il sera défibré. Les fibres obtenues, tendres ou dures en fonction de l'apport en eau, par ce processus sont mélangées à l'eau afin de faciliter la presse et la découpe finale en panneaux. Ces panneaux sont ensuite passés dans des séchoirs, à une température comprise entre 160 et 200 °C afin d'en réduire l'humidité. On ajoute, à ces fibres naturelles, au taux de 10 à 15 % de colle, généralement Polyuréthane ou polyester. Il est possible que les producteurs ajoutent d'autres matières isolantes synthétiques tels que le polyester cité ci-dessus ou d'autres fibres végétales telle que le chanvre ou le lin.
Le procédé de fabrication de la fibre de bois en vrac est le même. Les fibres ne subissent ni pressage ni découpe puisque ce processus n'a lieu qu'en cas de fabrication des panneaux.
La fabrication pour une utilisation à destination de l'agro-alimentaire nécessite l'aptitude au contact alimentaire. Par conséquent pour certaines fabrications, la fibre de bois provient de bois spécialement choisis pour une production destinée à cette industrie.

## Propriétés
Bien qu'ayant la réputation d'être naturels et biodégradables, les panneaux en fibre de bois résultent d'un procédé industriel gourmand en énergie et nécessitent l'ajout de liants (généralement polyester), ce qui pose des problèmes pour le traitement en fin de vie. Le bois est un fixateur naturel de carbone qui peut aider à limiter l’effet de serre. Lorsque les panneaux ont un label FSC et PEFC, le bois utilisé pour la fabrication des panneaux provient de forêts gérées selon un cahier des charges durable.
La fibre de bois est un matériau permettant l'isolation de l'intérieur comme de l'extérieur. Il permet ainsi de protéger contre le froid mais aussi contre la chaleur de l'été. Pour qu'un isolant soit efficace en hiver, il faut qu'il empêche la chaleur de s'échapper trop rapidement vers l'extérieur. Cette performance se traduit par son coefficient de conductivité thermique. Plus ce coefficient est élevé, plus le matériau aura tendance à laisser la chaleur s'échapper et moins il sera efficace en tant qu'isolant. Avec un coefficient de conductivité thermique de valeur moyenne 0,038 W/mK, la fibre de bois est considérée comme un très bon isolant en hiver. De plus, la capacité d'un matériau à accumuler de la chaleur pendant une certaine durée traduite par l'inertie thermique. Cette caractéristique lui permet de restituer la chaleur à l’intérieur des bâtiments plus tardivement et va donc pouvoir retarder l’entrée de chaleur dans l’habitat l’été (déphasage). Ce déphasage atténue les seuils extrêmes de température.
Le bois, dès son état naturel est un excellent absorbeur de bruit. La fibre de bois et ses produits dérivés, les panneaux de fibres de bois présentent de bonnes caractéristique pour l'isolation phonique contre les bruits aériens aussi bien que contre les bruits d'impact.
La fibre de bois présente une autre propriété importante liée à la régulation de l'humidité. Cette propriété se traduit par un coefficient de résistance à la diffusion de vapeur d'eau. Plus ce coefficient est élevé, moins le matériau sera perméable à la vapeur d'eau. Pour une laine végétale telle que la fibre de bois, ce coefficient est environ égal à 2. Plus concrètement, cela signifie que la vapeur d'eau traverse un panneau de fibre de bois 2 fois plus lentement qu'une couche d'air de même épaisseur. La valeur faible du coefficient pour ce matériau indique que cet isolant est très perméable à la vapeur d'eau.

## Utilisation
La fibre de bois est utilisée sous différentes formes, en vrac ou sous forme de panneaux. Parmi ces derniers, chaque type a une fonction avantageuse pour un emploi donné.

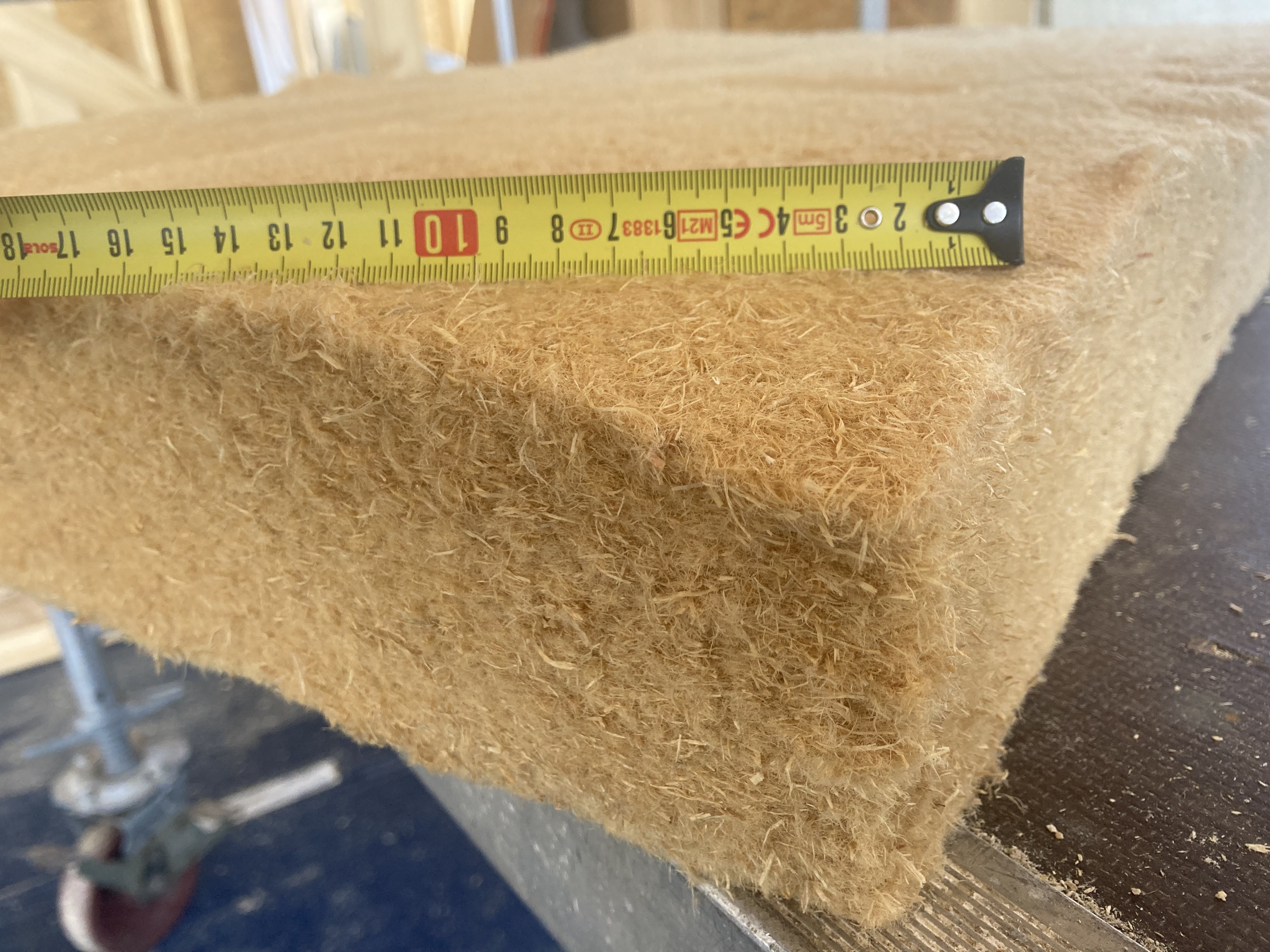
Détail d'un panneau souple de fibre de bois.

La laine en vrac peut être soufflée sur le plancher d'un comble perdu. L'isolation par soufflage permet d'insérer un matériau isolant tel que la fibre de bois dans les moindres recoins du plancher entre étages dans une maison par exemple.
Selon la densité du panneau de fibre de bois fabriqué, ce matériau peut être employé pour isoler les murs, le plafond ou le sol.

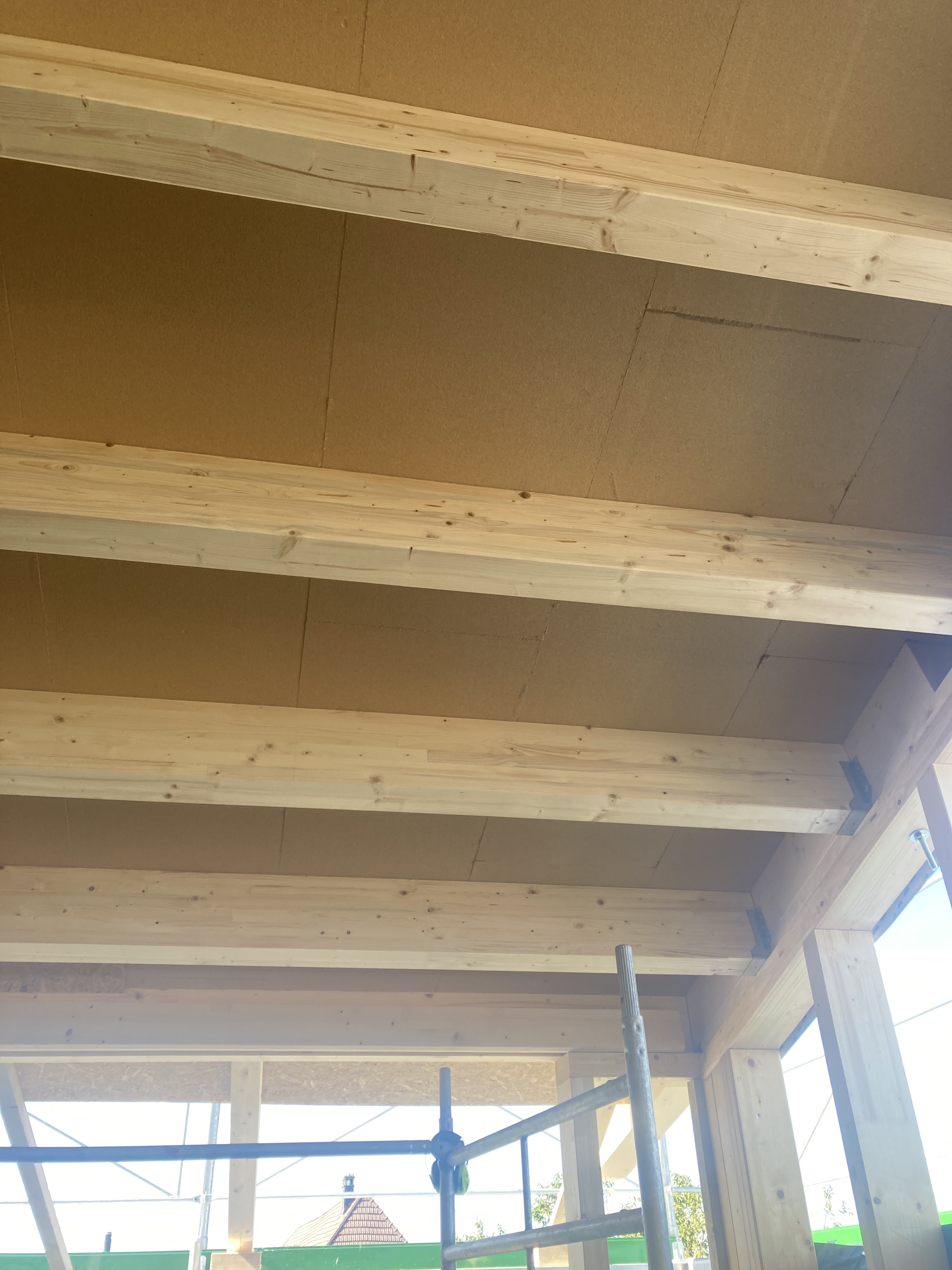
Sous toiture en panneaux de fibre de bois rigide.

Les panneaux isolants pare-pluie et les panneaux ITE (isolation thermique par l'extérieur) permettent d'isoler le logement ou l'infrastructure concernée par l'extérieur. Ils permettent de combler efficacement les déperditions thermiques ayant lieu via les murs (ponts thermiques). Entre autres, il est possible de choisir un bardage pour recouvrir cet isolant en le protégeant des intempéries.
Les panneaux flexibles et les panneaux rigides en fibre de bois sont respectivement utilisés pour l'isolation thermique et phonique des murs, et des sols et plafonds. Ils présentent alors des caractéristiques plus intéressantes pour une isolation thermique par l'intérieur.
Il existe différents types de fibre de bois dont la largeur peut varier de 1 mm à 8 mm et l'épaisseur de 0,1 mm à 0,3 mm. Quant à la longueur, elle est généralement entre 30 et 50 cm.